# Párizs–Bordeaux-vasútvonal
A Párizs–Bordeaux-vasútvonal egy 584 km hosszúságú, normál nyomtávolságú, kétvágányú 1,5 kV egyenárammal villamosított vasúti fővonal Franciaországban Párizs és Bordeaux között. A vasútvonalat szakaszosan adták át 1840 és 1853 között.

## Fontosabb állomások
Fontosabb állomások a vasútvonalon:
- Paris Gare d’Austerlitz
- Gare des Aubrais - Orléans
- Gare d'Orléans
- Gare de Saint-Pierre-des-Corps
- Gare de Tours
- Gare de Poitiers
- Gare de Bordeaux-Saint-Jean